# Borowiny (Rogóźno)
Borowiny – nieoficjalny przysiółek wsi Rogóźno w Polsce położona w województwie łódzkim, w powiecie łowickim, w gminie Domaniewice.
W latach 1975–1998 miejscowość administracyjnie należała do województwa skierniewickiego.
Inne miejscowości o nazwie Borowiny: Borowiny